# Nathan Davis (Musiker)
Nathan Tate Davis (* 15. Februar 1937 in Kansas City; † 8. April 2018 in Palm Beach, Florida) war ein US-amerikanischer Musiker (Klarinette, Tenorsaxophon, Sopransaxophon, Flöte) des Modern Jazz.

## Leben und Wirken
Zu den musikalischen Partnern von Davis gehörte bereits im Kindesalter Carmell Jones. Nach einer Ausbildung am Konservatorium und der University of Kansas kam er 1960 während seiner Dienstzeit bei der US-Army nach Berlin. Er blieb bis 1969 in Europa, wo er lange Zeit in den Clubs von Paris u. a. mit Kenny Clarke, Eric Dolphy (Last Recordings), Francy Boland, Art Blakey, Larry Young, Eddy Louiss und Elvin Jones auftrat, aber auch mit Dusko Goykovich, Joe Haider oder Carmell Jones spielte. Er ergänzte seine Studien bei André Hodeir. 1969 begründete er an der University of Pittsburgh einen Jazzstudiengang, den er bis 2013 leitete. Nach der Promotion 1974 an der Wesleyan University wurde er als Professor und Direktor des Ethnomusicology- und Jazzprogramms an der University of Pittsburgh berufen.
In den 1960er Jahren wurden eine Reihe von Alben in Deutschland, darunter Happy Girl und Hip Walk (SABA), unter seinem Namen herausgegeben. Mit Etienne Verschueren leitete er ein Sextett, das 1970 auf dem Jazz Festival Montreux auftrat, auf das er 1973 zurückkehrte, um ein Tentett mit Donald Byrd zu leiten (Live: Cookin’ With Blue Note At Montreux).
In Europa tourte Davis 1985 mit der Paris Reunion Band (LP „French Cooking“) und der Band von Nat Adderley. Später war er mit dem All Star Saxophon Summit Roots unterwegs, dem zunächst auch Arthur Blythe, Chico Freeman und Sam Rivers, später auch Benny Golson und Odean Pope angehörten. In den letzten Jahren produzierte er mit seiner eigenen Firma (Tomorrow International Inc.) weltweit CDs, zum Beispiel The Other Side of Morning, I’m a Fool to Want You und Parisian Hoedown.
Davis komponierte mehr als 300 Jazzstücke, darunter die Suite To Dr. Martin Luther King, die 1979 im Kennedy Center, Washington, D.C., uraufgeführt wurde. Im Jahr 2004 fand die Weltpremiere seiner Jazz-Oper Just above My Head, basierend auf dem gleichnamigen Roman von James Baldwin, statt.
2013 wurde sein klassisches Stück Matryoschka Blues für Cello und Piano in der Carnegie Hall in New York uraufgeführt.
2013 erhielt Davis den BNY Mellon Jazz 2013 Living Legacy Award der Mid Atlantic Arts Foundation.

## Diskographische Hinweise
- Nathan Davis Quintet Featuring Carmell Jones: The Hip Walk (SABA, 1965), Francy Boland, Jimmy Woode, Kenny Clarke
- Happy Girl (SABA, 1965), mit Woody Shaw, Larry Young, Jimmy Woode, Billy Brooks
- The Nathan Davis Sextet (EPM Musique, rec, 1965, ed. 1990), mit Woody Shaw, Jean-Louis Chautemps, René Urtreger, Jimmy Woode, Kenny Clarke
- Peace Treaty (SPF, 1965), dto.
- Nathan Davis With Georges Arvanitas Trio: Live in Paris – The ORTF Recordings 1966/67 (Sam Records, 2019)
- Rules of Freedom (Polydor, 1969), mit Hampton Hawes, Jimmy Garrison, Art Taylor
- Makatuka (Segué, 1971)
- 6th Sense in the 11th House (Segué, 1972), mit Roland Hanna, Richard Davis, Alan Dawson
- Suite for Dr. Martin Luther King, Jr. (Tomorrow International, 1976)
- London by Night (Hot House/DIW, 1987)